# Bahâ’uddin Naqshband

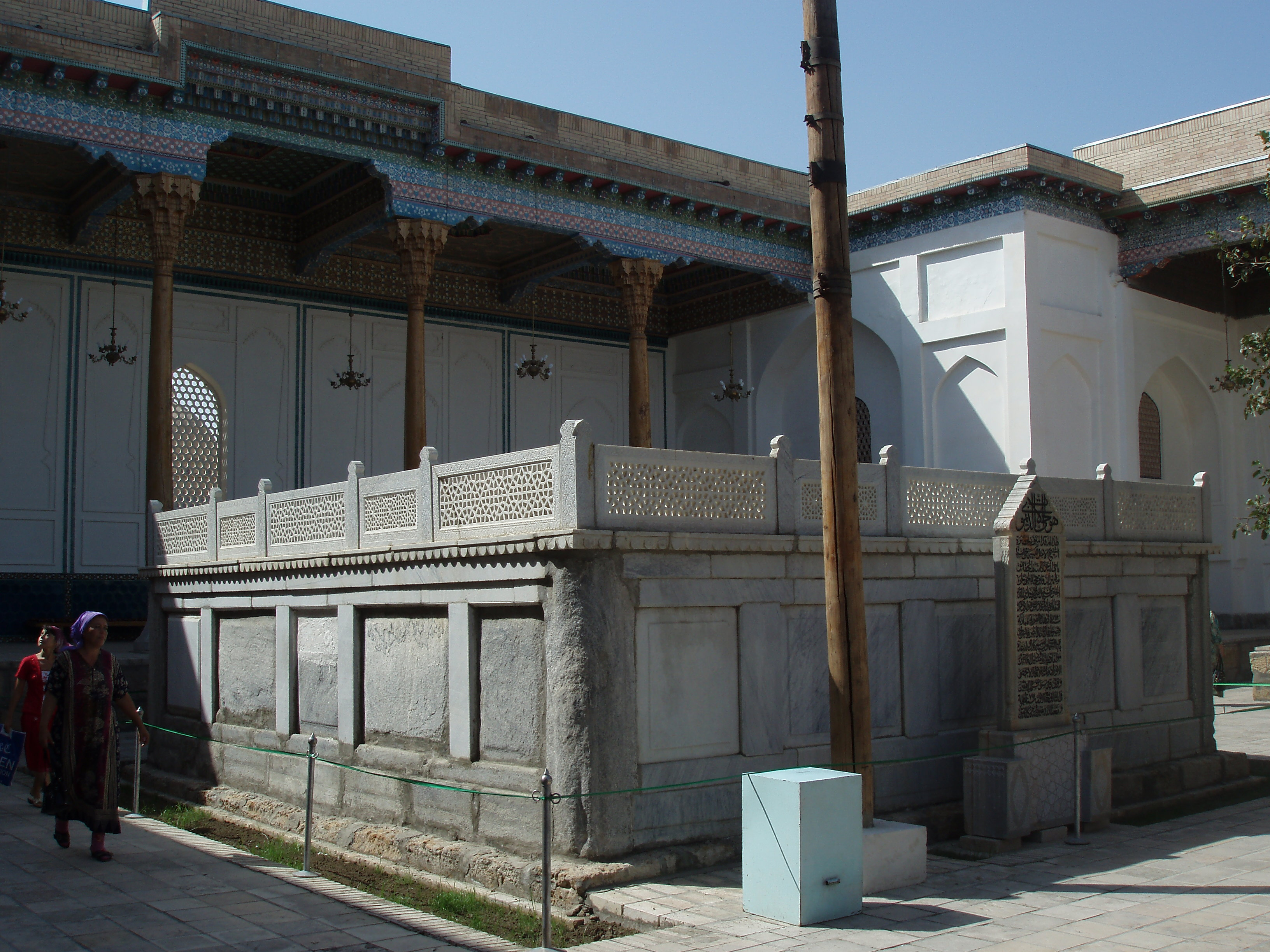
Mausolée de Naqshband

Muhammad Bahâ’uddin Shâh Naqshband, né en 1317 dans le village de Qasr al-‘Arifan, près de Boukhara (aujourd'hui en Ouzbékistan) et mort en 1389, est considéré comme le maître de la Naqshbandiyya par ses adeptes, qui lui donnent notamment les titres de « Sultan des Saints », ou de « grand assistant (ghauth) ».

## Biographie
Il aurait reçu des pouvoirs miraculeux durant son enfance et à l’âge de dix-huit ans, fut envoyé par son grand-père auprès de l’un des shaykh de la tariqa, Muhammad Bâbâ as-Sammâsî, qui devint son maître. à la mort de celui-ci, il se maria et continua son instruction auprès de Sayyid Amîr Kulalî. Bahâ’uddin rencontra également un derviche turc du nom de Khalîl, auprès duquel il resta six ans.
Après cela, il ressentit le besoin de s’écarter des affaires du monde. Ayant terminé son instruction, un cercle de disciples se forma autour de lui. Il prônait un style de vie mystique austère et discret, affirmant « ce qui est apparent est pour le monde, ce qui est caché (intérieur) est pour Dieu », (az-zâhir li l-khalq al-bâtin li l-haqq).
Naqshband encourageait également ses disciples à gagner leur vie « à la sueur de leur front » et à faire don aux indigents de ce qu’ils gagnaient. Lui-même vivait de façon particulièrement austère, ne se nourrissant que de l’orge qu’il faisait pousser et invitant les pauvres à sa table.
Naqshband mourut en 1388. Il fut enterré dans son jardin, comme il l’avait souhaité. Il avait passé ses derniers jours dans sa chambre, où ses disciples lui rendaient visite et recevaient ses conseils. Sa tombe au sein du complexe Bakha ad-Din est devenue un lieu de pèlerinage. 
Son descendants sont les Hazrat Ishaans. Khwaja Khawand Mahmud, le prèmiere Hazrat Ishaan est un arrière fils du Bahâ’uddin après sept générations.